# ميثانيات جرثومية
الميثانيات الجرثومية (الاسم العلمي: Methanomicrobiales) هي رتبة من العتائق تتبع طائفة الميثانانية الجرثومية من شعبة العتائق العريضة.

## فصائل
- ميثانات جرثومية